# Thanatus neimongol
Thanatus neimongol är en spindelart som beskrevs av Wu och Song 1987. Thanatus neimongol ingår i släktet Thanatus och familjen snabblöparspindlar. Inga underarter finns listade i Catalogue of Life.